# Борохович, Александр Исаакович
Александр Исаакович Борохович (28.04.1918, Халтурин, Вятская губерния — 18.05.2004, Магнитогорск) — советский и российский учёный в области повышения эффективности электромеханического оборудования шахт, карьеров, грузоподъёмных машин на стальных лентах поршневых компрессоров, доктор технических наук (1965), профессор (1966), заслуженный деятель науки и техники РСФСР (1990).

## Биография
Окончил Новочеркасский индустриальный институт по специальности «горный инженер-электромеханик»(1941).
- 1941—1946 Южно-Карабашское рудоуправление НКЦМ (Народный комиссариат цветной металлургии): механик подземного транспорта шахты им. И. В. Сталина; помощник механика, механик шахты, затем гл. энергетик Карабашского рудоуправления.
- 1946—1950 гл. механик Сине-Шиханского рудоуправления комбината «Чкаловзолото» НКЦМ, гл. механик комбината «Чкаловзолото» МВД СССР.
- 1950—1955 аспирант и преподаватель в Свердловском горном институте. В 1953 защитил кандидатскую диссертацию.
- 1955—1971 в МГМИ: зав. кафедрой рудничного транспорта и горных машин, с 1960 зав. кафедрой горной механики, с 1966 профессор, в 1967—1968 проректор по заочному и вечернему обучению.
- 1971—1973 зав. кафедрой подъемно-транспортных машин в Могилевском машиностроительном институте:,
- 1973—1976 зав. кафедрой общей электротехники в Пензенском политехническом институте.
- 1976—1985 профессор кафедры механики грунтов, оснований и фундаментов в Уральском электромеханическом институте.
- с 1985 профессор кафедры теплогазоснабжения и вентиляции Магнитогорского горно-металлургического института (МГМИ, позднее МГТУ).

Доктор технических наук (1965), профессор (1966).
Область научных исследований — повышение эффективности и надёжности электромеханического оборудования шахт, карьеров, грузоподъемных машин на стальных лентах поршневых компрессоров.
Подготовил 43 кандидатов и 2 докторов технических наук.
Автор (соавтор) 7 книг, 5 монографий, 5 брошюр, 30 методических указаний, более 500 статей. Получил 84 авторских свидетельства и 4 патента на изобретения.
Сочинения:
- Эксплуатация и ремонт оборудования шахт и рудников [Текст] : Учеб. пособие для школ и курсов мастеров. — Свердловск : Металлургиздат. Свердл. отд-ние, 1958. — 478 с. : ил.; 23 см.
- Пути повышения сроков службы деталей машин, взаимодействующих с абразивной средой / А. И. Борохович, Б. А. Борохович. — Свердловск : Б. и., 1982. — 44 с.; 19 см.
- Стационарные машины и установки на открытых горных разработках [Текст] : [Учеб. пособие для студентов вузов, обучающихся по специальности "Технология и комплексная механизация открытой разработки месторождений полезных ископаемых] / А. С. Борохович, В. В. Гусев. — Москва : Недра, 1969. — 288 с. : ил.; 22 см.
- Испытание и наладка поршневых компрессоров на рудниках [Текст] / А. И. Борохович и Б. А. Носырев, кандидаты техн. наук. — Свердловск ; Москва : Металлургиздат, 1954. — 212 с. : ил.; 23 см.

Изобретатель СССР (1987). Заслуженный деятель науки и техники РСФСР (1990).
Скончался 18 мая 2004 года, похоронен на Левобережном кладбище Магнитогорска.